# Seele in Not
Seele in Not ist ein Lied der Dark-Wave-Band Lacrimosa, das die Band 1991 veröffentlichte.

## Hintergrund und Veröffentlichungen
Die von Tilo Wolff 1990 als Soloprojekt gründete Band Lacrimosa veröffentlichte das Demo Clamor im gleichen Jahr mit einer ersten Version des Titels Seele in Not. Der Text entstand in Form eines lyrischer Tagebuchs. Als Wolff feststellte, dass ihm „die Worte als Ausdruck zu wenig“ waren begann er erst mit Klangcollagen, dann mit dem Klavier die Texte zu vertonen. Als erstes Stück entstand Seele in Not.
Nach dem ihm das Demo gefiel und die Ausdrucksform zusagte plante er Lacrimosa fortzuführen, nahm er das Stück erneut für das Album Angst im Sodom & Gomorrah Studio in Binningen unter der technischen Begleitung von Philippe Alioth auf.
Das Stück wurde vor Alles Lüge und Ich bin der brennende Komet der erste Erfolg für Lacrimosa. Es erschien in der Frühphase des Genres Neue Deutsche Todeskunst und avancierte neben Liedern wie Gottes Tod von Das Ich und Verflucht von Relatives Menschsein zu einem der Clubhits des keimenden Genres. So galt das Stück noch Jahre nach der Veröffentlichung des Debüts als „ein absoluter LACRIMOSA-Klassiker“ und die Band als bedeutender Vertreter des Genres. Das Label Oblivion nahm das Stück in der Reihe Gothic Club Classics auf die erste Ausgabe der Kompilationsreihe. Auch auf weiteren Kompilationen wurde das Stück präsentiert. Im Jahr 1994 erschien es in einer durch die Band Metus überarbeitete Variante auf der Single Schakal. Auch diese mehr als Rocksong arrangierte Version wurde Teil mehrerer Kompilationen und häufig in Clubs gespielt.

## Musik und Text
Seele in Not wurde im 4/4-Takt und im Grundton a-Moll bei einem Tempo von 126 BpM geschrieben. Das Stück basiert auf „einer einzigen Basslinie“. Markant sind Orgelklänge die das Stück einleiten und gesampelte Babyschreie. Das Stück gilt als energiegeladen und besonders tanzbar. Seele in Not ist ein Stück mit orchestral symphonischen Arrangements und poetischem Text. Der Text arbeitet schmerzhafte Kindheitserinnerung auf. Dabei nutzt Wolff jedoch subjektiv geprägte Metaphern die die Bezüge unkenntlich machen.

„Du tanzt im Licht der Zeit

Du tanzt in Eitelkeit

Eine leere Flasche

Und ich sterb vor Durst

Keine Kerze hat mehr Feuer

Doch mein Herz verbrennt“